# Sphingonotus zebra
Sphingonotus zebra är en insektsart som beskrevs av Leo L. Mishchenko 1936. Sphingonotus zebra ingår i släktet Sphingonotus och familjen gräshoppor.

## Underarter
Arten delas in i följande underarter:
- S. z. zebra
- S. z. flavipes